# Леонтьєв Борис Михайлович
Леонтьєв Борис Михайлович (1878, ? — 14 вересня 1935, Каліш, Польща) — полковник медичної служби Дієвої Армії УНР.

## Життєпис
Доктор медицини (з 1911 року), працював прозектором Обухівської лікарні, лікарем хірургічного відділення при Олександрівській лікарні сестер милосердя. У 1904–1905 роках як лікар брав участь у Російсько-японській війні. У 1914 році був мобілізований до армії.
З 21 лютого 1918 року — працював медиком в українській армії. У 1920–1923 роках був головним хірургом Армії УНР.
Помер у місті Каліш у Польщі, похований на місцевому греко-католицькому цвинтарі.